# Tom Clancy
Thomas Leo Clancy Jr. (Baltimore, 12 de abril de 1947-Baltimore, 1 de octubre de 2013)más conocido como Tom Clancy, fue un escritor estadounidense, conocido por sus novelas de espionaje e inteligencia militar ambientadas en la Guerra Fría y épocas posteriores. Diecisiete de sus novelas son superventas y se han impreso más de 100 millones de copias de sus libros. Su nombre también aparece en libros de temática militar, videojuegos e incluso guiones de películas escritos por escritores fantasma. Ha sido, también, copropietario de los Orioles de Baltimore.
La carrera literaria de Clancy comenzó en 1984, con la publicación de La caza del Octubre Rojo. Obras suyas como La caza del Octubre Rojo (1984), Juegos de patriotas (1987), Peligro claro e inminente (1989) y La suma de todos los miedos (1991) han sido convertidas en películas con gran éxito comercial. Su personaje más conocido, Jack Ryan, ha sido interpretado por actores como Alec Baldwin, Harrison Ford, Ben Affleck, Chris Pine y John Krasinski. Otro personaje suyo muy conocido, John Clark, ha sido encarnado por Willem Dafoe y Liev Schreiber y Michael B. Jordan. Las obras de Tom Clancy también han inspirado videojuegos como las series Splinter Cell, Tom Clancy's The Division, Tom Clancy's Ghost Recon y Rainbow Six.

## Biografía
Thomas Leo Clancy Jr. asistió al Loyola Blakefield en Towson, Maryland, y se graduó en 1965. Desde allí pasó a estudiar Literatura Inglesa en el Loyola College de Baltimore, para graduarse en el año 1969. Públicamente ha reconocido que estudió inglés porque no se consideraba lo suficientemente inteligente como para estudiar física. Antes de hacer su debut literario desarrolló en forma independiente su propia compañía aseguradora. De niño Clancy fue miembro de la tropa 624 de los Boy Scouts de América.
Clancy contrajo matrimonio con Wanda King, en la década de 1970. Tras tener varios hijos juntos, se divorciaron en 1998. Ese mismo año Clancy intentó la compra del equipo de fútbol americano Minnesota Vikings, sin éxito debido a que su divorcio disminuyó su patrimonio considerablemente.
El 26 de junio de 1999, Clancy, de 52 años, se casó con la escritora Alexandra Marie Llewellyn de 32 años.
En sus últimos años, sus novelas tomaron un camino más político, mostrando muchas de sus creencias conservadoras, neoliberales y militaristas. En Executive Orders, Jack Ryan se convierte en Presidente de los Estados Unidos y como tal, propone nuevas políticas: una nueva manera de luchar contra las drogas y una reforma fiscal (con un impuesto plano). Volvió, en cierta forma, a su línea editorial anterior con The Bear and the Dragon, que comienza como novela política y se transforma en una guerra procesal.
A pesar de que su nombre figura en las portadas de las series Op-Center y Net Force, Clancy no fue el autor de los libros que las componen, que fueron escritos por negros, sino solo el creador de la idea original en que se basan junto a Steve Pieczenik. La saga Op-center sigue las aventuras de una organización paramilitar al servicio de la Casa Blanca, encargada de resolver misiones para esta al margen de las Naciones Unidas; Net Force, por su parte, recrea el quehacer diario de una unidad del gobierno estadounidense que vigila las amenazas que puedan crearse contra este desde internet. Ambas series, aunque cuentan con el seguimiento de miles de lectores, suelen cosechar peores críticas entre los seguidores de Clancy.
Clancy falleció de una enfermedad no aclarada en el Hospital de Baltimore el 1 de octubre de 2013.

## Ficción
En esta sección se destaca la saga de Jack Ryan, analista de la CIA en los primeros libros y presidente desde 1994 (siendo precisos, en Deuda de Honor). En 'Los dientes del tigre, en lugar de Jack aparece su hijo, Jack Ryan Jr.
Sin embargo, Tom Clancy también ha escrito novelas de ficción que no pertenecen al Ryanverse (algo así como Universo Ryan), como Tormenta Roja o SSN, en colaboración con Martin Greenberg.
Serie de Jack Ryan
- La caza del Octubre Rojo (1984)
- Juegos de patriotas (1987)
- El Cardenal del Kremlin (1988)
- Peligro inminente (1989)
- Pánico nuclear (1992) / La suma de todos los miedos (1992).
- Sin remordimiento (1993)
- Deuda de honor (1994)
- Órdenes ejecutivas (1996)
- Operación Rainbow (1998)
- El oso y el dragón (2000)
- Operación Conejo Rojo (2002)
- Los dientes del tigre (2003)
- Vivo o Muerto (2010)
- En la mira (2011)
- Vector Amenaza (2012)
- Command Authority (2013, con Mark Greaney)
- Full Force and Effect (2014, por Mark Greaney)

Los últimos forman parte de una serie comenzada con los Dientes del Tigre en 2003, conocida como Serie de Jack Ryan Jr. a pesar de la existencia de otros participantes igualmente protagonistas, y la presencia del mismo Jack Ryan Padre.
Otros libros de ficción
- Tormenta Roja (1986), en colaboración con Larry Bond.
- SSN (1996), en colaboración con Martin Greenberg.
- Contra todo enemigo (2011), en colaboración con Peter Telep.

También se incluyen los libros de OP-Center, pero quizás solo el primero, porque Tom Clancy prestó su nombre para estos libros (sin contar el primero, que él sí escribió junto a Steve Pieczenik).

## No ficción
Libros que entregan información detallada acerca de diversos temas bélicos como aviones o portaaviones.
- Submarine (1993)
- Armored Cav (1994)
- Fighter Wing (1995)
- Marine (1996)
- Into the Storm (1997)
- Airborne (1997)
- Carrier (1999)
- Every Man a Tiger (1999)
- Special Forces (2001)
- Shadow Warriors (2002)
- Battle Ready (2004)

## Videojuegos
En 1996 el escritor fundó la compañía Red Storm Entertainment la cual se especializaría en el desarrollo de videojuegos bajo su firma. En el año 2000 la compañía es adquirida por Ubisoft quien continuaría con el desarrollo y la comercialización de las obras con el sello "Tom Clancy's". La sede de la actual Ubisoft Red Storm está ubicada en Cary, Carolina del Norte.
Las sagas a cargo de la desarrolladora Ubisoft son:
- Serie Rainbow Six
- Serie Ghost Recon
- Serie Splinter Cell
- HAWX
- Tom Clancy's EndWar
- The Division

Cabe decir que Rainbow Six es el único juego inspirado en un libro del escritor; en 1996 apareció Tom Clancy's Politika, basado en un libro de la serie Juegos de Poder, la idea del libro fue suya y de Martin Greenberg, pero fue escrito por Jerome Preisler. El resto de los videojuegos bajo su nombre son ideas que se le ocurrieron para dichos juegos.